# Guitarra abbotti
Guitarra abbotti är en svampdjursart som beskrevs av Lee 1987. Guitarra abbotti ingår i släktet Guitarra och familjen Guitarridae. Inga underarter finns listade i Catalogue of Life.